# トライアル・デ・ナシオン
トライアル・デ・ナシオン（Trial des Nation）はオートバイによるモータースポーツ。国際モーターサイクリズム連盟 (FIM) が主催するトライアル国別対抗戦。年1回開催。2000年より、レディース(女性)クラスも開催されている。

## 競技概要
基本的なルールや大会の構成は世界選手権とほとんど変わらない。1国より3名から4名の選手を選抜し、チームを組んでセクションを回っていく。ひとつのセクション毎に、減点の少ない方から3名の減点を合計してその国の減点を算出（従ってチームが4名の場合、そのセクションで一番悪い減点は除かれる）、全セクションを回り終わって一番減点の少なかった国が勝者となる。

## 優勝国

### 総合
| 年     | 開催地                  | 優勝国   | ライダー                                                                                         |
| ------ | ----------------------- | -------- | ------------------------------------------------------------------------------------------------ |
| 1984年 | ポーランド              | フランス | フィリップ・ベラティエ、ジル・ブルガ、フレッド・ミショー、テリー・ミショー                       |
| 1985年 | イタリア                | フランス | フィリップ・ベラティエ、ジル・ブルガ、テリー・ミショー、パスカル・クトゥリエ                     |
| 1986年 | オーストリア            | フランス | フィリップ・ベラティエ、ジル・ブルガ、テリー・ミショー、パスカル・クトゥリエ                     |
| 1987年 | フィンランド            | イタリア | ディエゴ・ボジス、ドナト・ミリオ、Chiaberto, Franco                                              |
| 1988年 | チェコスロバキア        | フランス | フィリップ・ベラティエ、テリー・ミショー、パスカル・クトゥリエ、Girard,                          |
| 1989年 | ベルギー                | スペイン | ジョルディ・タレス、アモス・ビルバオ、Codina, Renales                                            |
| 1990年 | フランス                | フランス | フィリップ・ベラティエ、パスカル・クトゥリエ、ブルーノ・カモッジ、Girard ,                       |
| 1991年 | ドイツ                  | スペイン | ジョルディ・タレス、マーク・コロメ、アモス・ビルバオ,Renales                                     |
| 1992年 | アメリカ                | スペイン | ジョルディ・タレス、マーク・コロメ、アモス・ビルバオ、Pons                                       |
| 1993年 | アイルランド            | スペイン | ジョルディ・タレス、マーク・コロメ、アモス・ビルバオ、Pons                                       |
| 1994年 | アンドラ                | スペイン | ジョルディ・タレス、マーク・コロメ、Pons, Garcia                                                 |
| 1995年 | オーストリア            | スペイン | ジョルディ・タレス、マーク・コロメ、アモス・ビルバオ、Pons                                       |
| 1996年 | スウェーデン            | スペイン | ジョルディ・タレス、マーク・コロメ、アモス・ビルバオ、マルセル・ジュストリボ                     |
| 1997年 | イギリス                | イギリス | ドギー・ランプキン、スティーブ・コリー、グラハム・ジャービス、Clark                              |
| 1998年 | イタリア                | スペイン | アモス・ビルバオ、ジョルディ・パスケット、マーク・コロメ、マルセル・ジュストリボ                 |
| 1999年 | オランダ                | イギリス | ドギー・ランプキン、スティーブ・コリー、グラハム・ジャービス、マーチン・クロスワイト             |
| 2000年 | スペイン                | スペイン | アルベルト・カベスタニー、マーク・コロメ、マーク・フレイシャ、マルセル・ジュストリボ             |
| 2001年 | フランス                | スペイン | アルベルト・カベスタニー、マーク・コロメ、マーク・フレイシャ、アダム・ラガ                       |
| 2002年 | ポルトガル              | イギリス | ドギー・ランプキン、スティーブ・コリー、サム・コナー、グラハム・ジャービス                       |
| 2003年 | イタリア                | イギリス | ドギー・ランプキン、スティーブ・コリー、サム・コナー、グラハム・ジャービス、ベン・ヘミングウェイ |
| 2004年 | スペイン/コルドバ       | スペイン | アダム・ラガ、マーク・フレイシャ、アルベルト・カベスタニー、ジェロニ・ファハルド                 |
| 2005年 | イタリア/セストリエール | スペイン | トニー・ボウ、アルベルト・カベスタニー、マーク・フレイシャ、アダム・ラガ                         |
| 2006年 | フランス                | スペイン | トニー・ボウ、アルベルト・カベスタニー、ジェロニ・ファハルド、アダム・ラガ                       |
| 2007年 | イギリス                | スペイン | トニー・ボウ、アルベルト・カベスタニー、ジェロニ・ファハルド、アダム・ラガ                       |
| 2008年 | アンドラ                | スペイン | トニー・ボウ、アルベルト・カベスタニー、ジェロニ・ファハルド、アダム・ラガ                       |
| 2009年 |                         | スペイン | トニー・ボウ、アルベルト・カベスタニー、ジェロニ・ファハルド、アダム・ラガ                       |

## デ・ナシオン日本代表
日本代表チームは1987年より参加を開始した。その後一時期参加は途絶えるが、1995年に復帰して以降は藤波貴久や黒山健一らの台頭もあり、参戦した大会ではつねに表彰台争いを演じる活躍を見せている。だが、レースが日本から遠いヨーロッパやアメリカで主に行われることもあり、チーム派遣に際して募金活動などを行ってはいるものの、遠征費やバイクの運搬費などの慢性的な資金不足に悩まされている。
| 年     | 順位 | ライダー                               |
| ------ | ---- | -------------------------------------- |
| 1987年 | 8    | 山本昌也、伊藤敦志、中川義博           |
| 1989年 | 10   | 山本昌也、伊藤敦志、泉裕郎、中川義博   |
| 1990年 | 8    | 伊藤敦志、泉裕郎、上福浦明男、三塚政幸 |
| 1991年 | 7    | 成田匠、伊藤敦志、中川義博、小林直樹   |
| 1995年 | 3    | 成田匠、黒山健一、小川友幸             |
| 1999年 | 3    | 黒山健一、藤波貴久、田中太一、小川友幸 |
| 2000年 | 2    | 藤波貴久、黒山健一、小川友幸、田中太一 |
| 2002年 | 3    | 藤波貴久、黒山健一、小川友幸、野崎史高 |
| 2003年 | 3    | 藤波貴久、黒山健一、田中太一、野崎史高 |
| 2004年 | 3    | 藤波貴久、黒山健一、田中太一、小川友幸 |
| 2005年 | 3    | 藤波貴久、黒山健一、野崎史高、渋谷勲   |
| 2006年 | 3    | 藤波貴久、野崎史高、小川毅士           |
| 2007年 | 2    | 藤波貴久、黒山健一、小川友幸、野崎史高 |
| 2008年 | 2    | 藤波貴久、黒山健一、小川友幸、野崎史高 |